# Tom Watson (golfer)
Thomas Sturges Watson (Kansas City, 4 september 1949) is een Amerikaanse golfprofessional.
Tom Watson won op 14-jarige leeftijd zijn eerste grote toernooi, het 'Kansas City Matchplay Kampioenschap'. Hij studeerde eerst psychologie aan de Stanford Universiteit, en speelde golf in het het team van de universiteit. In 1971 werd hij professional.

## US PGA Tour
Byron Nelson was zijn coach en opvallend is dan ook dat hij zijn eerste overwinning behaalde op de Byron Nelson Classic in 1974. Het jaar daarop won hij zijn eerste Brits Open. In totaal won hij 39 toernooien op de Amerikaanse Tour. Watson speelde weinig buiten de VS, en kwam slechts naar Europa om het Britse Open te spelen, opvallend was dan ook zijn deelname aan de KLM Open in 2015.

### Acht Majors
Tom Watson won in zijn golfcarrière acht Majors. In 4 van deze 8 toernooien eindigde Jack Nicklaus op de tweede plaats (o.a. 1977 op Turnberry na het 'Duel in the sun').
Watson won het Britse Open vijfmaal net als Harry Vardon, James Braid, John Henry Taylor en Peter Thomson. In 2009 eindigde hij op de tweede plaats.

### Overwinningen
- 1974: Byron Nelson Golf Classic
- 1975: Brits Open
- 1976: ABC Japan vs USA Golf Matches (Japan)
- 1977: Bing Crosby National Pro-Am, Andy Williams-San Diego Open Invitational, The Masters, Western Open, Brits Open
- 1978: Joe Garagiola-Tucson Open, Bing Crosby National Pro-Am, Byron Nelson Golf Classic, Colgate Hall of Fame Classic, Anheuser-Busch Golf Classic
- 1979: Sea Pines Heritage Classic, MONY Tournament of Champions, Byron Nelson Golf Classic, Memorial Tournament, Colgate Hall of Fame Classic
- 1980: Andy Williams-San Diego Open Invitational, Glen Campbell-Los Angeles Open, MONY Tournament of Champions, Greater New Orleans Open, Byron Nelson Golf Classic, Brits Open, World Series of Golf
- 1981: The Masters, USF&G New Orleans Open, Atlanta Classic
- 1982: Glen Campbell-Los Angeles Open, Sea Pines Heritage, U.S. Open, Brits Open
- 1983: Brits Open
- 1984: Seiko-Tucson Match Play Championship, MONY Tournament of Champions, Western Open, Uchida Yoko Cup Japan vs USA Match
- 1987: Nabisco Championship
- 1996: Memorial Tournament

### Ryder Cup
In 1993 was hij captain van het winnende Ryder Cup Team.

## Champions Tour
Sinds 1999 speelt Watson op de Seniors Tour in de Verenigde Staten. In 2003 was hij daar 'Speler van het Jaar'. In 2007 won Watson voor de derde keer het Senior Brits Open.
- 1999: Bank One Championship
- 2000: IR Senior Tour Championship
- 2001: US Senior PGA Kampioenschap
- 2002: Senior Tour Championship at Gaillardia
- 2003: Senior British Open, JELD-WEN Tradition
- 2005: Senior British Open, Charles Schwab Cup Championship
- 2007: Outback Steakhouse Pro-Am, Senior British Open
- 2008: Outback Steakhouse Pro-Am, Liberty Mutual Legends of Golf (met Andy North)
- 2010: Mitsubishi Electric Championship
- 2011: US Senior PGA Kampioenschap na play-off tegen David Eger

Naast de gewone toernooien op de Champions Tour wint Watson o.a.:
- Liberty Mutual Legends of Golf, een 36-holes toernooi voor spelers van 50-69. Hij wint het met Andy North in 2005, 2006 en 2007
- Wendy's Champions Skins Game met Jack Nicklaus.

## Architect
Watson woont in Stilwell, Kansas, en heeft in die omgeving een aantal banen ontworpen. In de buurt van Kansas City ontwierp Watson The National Golf Club in Parkville, de Shadow Glen Golf Course in Olathe en een baan bij het Wyandotte County casino resort. Buiten Kansas heeft hij ook diverse banen aangelegd, waaronder de Phoenix Country Club in het Seagaia resort in Miyazaki, Japan. Daar wordt sinds 1974 het Dunlop Phoenix Tournament gespeeld, dat in 1980 door Tom Watson werd gewonnen. Er is nu ook een 'Tom Watson Course'.

## Privé
Tom Watson was 25 jaar getrouwd toen zijn echtgenote om een echtscheiding vroeg in december 1997. Hij hertrouwde in 1999 en woont nu in Stilwell, Kansas met zijn tweede echtgenote, die al drie kinderen had uit een eerder huwelijk.

## Trivia
- In de VS was Watson 'Speler van het Jaar' op de PGA Tour van 1977-1984 en op de Senior Tour in 2003.
- Hij staat in de Top-10 van de golfers die het meeste prijzengeld hebben verdiend. (ruim $ 8.000.000)
- In 1999 werd hij erelid van de Royal & Ancient Golf Club of St. Andrews.